# Economische afhankelijkheid (ondernemingsrecht)
Economische afhankelijkheid verwijst naar een situatie waarin een onderneming een zekere marktmacht bezit waardoor zij zich dominant kan opstellen ten opzichte van haar partners. Dit stelt haar in staat om prestaties en voorwaarden op te leggen die zij zonder die marktmacht niet zou kunnen opleggen, zelfs zonder een formele machtspositie te hebben.

## België
De Belgische wetgever heeft misbruik van economische afhankelijkheid verboden gemaakt binnen het Belgische mededingingsrecht, zoals vastgelegd in de nieuwe artikelen I.6 en IV.2/1 van het Wetboek van economisch recht. 
Misbruik van economische afhankelijkheid kan verschillende vormen aannemen:
- Weigering om te verkopen.
- Opleggen van duidelijk overdreven prijzen.
- Bedingen die de distributie zonder objectieve reden beperken.
- Discriminatie door specifieke clausules op te leggen die andere handelspartners niet hoeven te accepteren.
- Verplichtingen zonder economisch of commercieel verband met het basiscontract.

### Verbod
Het economisch afhankelijk houden van een onderneming is niet verboden, enkel het misbruik van deze positie. Voor een verbod moeten drie voorwaarden worden voldaan:
1. Er moet een positie van economische afhankelijkheid zijn.
2. Er moet misbruik zijn van deze positie.
3. Er moet een mogelijke of werkelijke aantasting van de mededinging op de Belgische markt of een deel daarvan zijn.

De Belgische Mededingingsautoriteit (BMA) voert in 2024 haar eerste onderzoek naar mogelijk misbruik van economische afhankelijkheid in de landbouwsector, specifiek gericht op de Tiense Suikerraffinaderij. Dit onderzoek is gestart vanwege vermoedelijke inbreuken in de suikersector, die gekenmerkt wordt door een hoge concentratie van afnemers en gefragmenteerde aanbodzijde van landbouwers.